# Bogda
Bogda (fino al 1924 Bogdan, in ungherese Rigósfürdő , in tedesco Neuhof) è un comune della Romania di 418 abitanti, ubicato nel distretto di Timiș, nella regione storica del Banato. 
Il comune è formato dall'unione di 6 villaggi: Altringen, Bogda, Buzad, Charlottenburg, Comeat, Sintar.